# 설장수
설장수(偰長壽, 1341년∼1399년 11월 5일(음력 10월 19일))는 고려 말기~조선 초기의 문신이다. 자(字)는 천민(天民), 호(號)는 운재(芸齋)이다.
원(元)에 귀부한 위구르인의 후손으로 1358년(공민왕 7년) 아버지를 따라 홍건적의 난을 피해 고려로 피난왔으며, 이후 고려에 귀화해 경주 설씨의 시조가 되었다. 
고려-조선 교체기 때 대명 외교를 맡아 여덟 번 중국에 사신으로 들어가 임무를 수행하였다.

## 생애
《정종실록》에 실린 그의 졸기(卒記)에서, 설장수의 선조를 위구르(回鶻) 고창(高昌) 사람이라고 기록하고 있다. 아버지 설손은 원의 숭문감승(崇文監丞)을 지낸 인물로 1358년(공민왕 7년)에 가족을 이끌고 고려로 피난해왔고, 공민왕은 예전 알고 지냈던 적이 있는 그에게 전택(田宅)을 주고 부원후(富原侯)로 봉하였다. 설장수의 조카인 설순과 세종과의 대화를 보면 설장수가 고려에 올 당시에 한국어를 어느 정도 알고 있었음을 알 수 있다. 설장수는 서역인이라는 이유로 1360년(공민왕 9년) 경순부사인(慶順府舍人)으로 있던 중에 부친상을 당하였을 때에도, 공민왕이 특별히 상복을 벗고 기복시켜 과거를 보게 했다.
성품은 곧고 민첩하면서 굳세고 말을 잘하여 칭송받았다. 공민왕 10년(1361년)에 22세로 동진사과(同進士科)에 합격하여 판전농시사(判典農寺事)에 오른 뒤 진주목사(晉州牧使)를 지냈으며 그때의 경험으로 공민왕 15년(1366년)에 해안을 침범하는 왜구(倭寇)를 방비하기 위한 계책을 올렸지만 이는 받아들여지지 않았다.
벼슬이 밀직제학(密直提學)에 이르고 완성군(完城君)에 봉해졌으며, 추성보리공신(推誠輔理功臣)의 호(號)를 하사받았다. 우왕(禑王) 13년(1387년) 2월에 지밀직사로서 표문을 받들고 명에 가서, 앞서 공민왕 8년에 홍건적을 피해 요동에서 고려로 도망쳐 온 이타리불대(李朶里不歹) 등 심양의 군사와 백성 4만 호를 명에서 조사하여 찾아가려 하는 것을 그만두게 하고, 고려의 관복(冠服)을 명의 제도대로 사모(紗帽)-단령(團領)으로 하는 것을 허락받았으며, 이후 사모 - 단령은 정몽주(鄭夢周) 등의 주장으로 고려의 관복으로 보급되었다. 우왕 14년(1388년) 2월에 명에서 돌아와 철령 이북의 땅을 요동에 귀속시키라고 한 홍무제(洪武帝)의 말을 전했다. 우왕이 폐위되고 창왕(昌王)이 즉위하게 되자 정당문학(政堂文學)으로서 명에 가서 우왕이 창왕에게 손위하였음을 알리는 표문을 전했다.
공양왕을 세우는 모의에 참여한 공으로 공양왕 원년(1389년) 여름에 충의군(忠義君)에 봉해졌다. 다음 해(1390년)에는 문하찬성사(門下贊成事)에 승진하였다. 그 다음 해(1391년)에는 정난공신(定難功臣)의 호를 받았고, 공양왕 4년(1392년)에는 판삼사사(判三司事)로서 지공거(知貢擧)를 겸하게 되었다. 한편 이성계와는 즉위하기 전부터 알고 지냈는데, 정몽주가 이방원에게 죽임을 당한 뒤 정몽주의 도당으로 몰려 이성계가 즉위한 해에 우현보, 이색 등과 함께 바닷섬으로 유배되지만 이듬해 다시 수도 가까운 곳으로 옮겨지게 되었고, 이때 입조하여 자신을 용서해준 은혜를 왕에게 사례하였다.
태조 3년(1394년)에는 사역원제조(司譯院提調)로서 사역원의 시험 자격과 선발 액수 등에 대한 진언을 올렸고, 태조 5년(1396년) 판삼사사가 되었다. 같은 해에 검교문하시중(檢校門下侍中)을 제수받고 연산부원군(燕山府院君)에 봉해졌다. 11월에 계림(鷄林)을 본관으로 하사받아 계림 설씨(경주 설씨) 집안을 열었고, 명에 사신으로 파견되었다.
태조 6년(1397년) 권근과 함께 원종공신에 녹권되지만, 종묘 납향제(臘享祭)의 헌관으로서 삼사(三司)의 서약 의식에 지각한 죄를 물어 파면되었다.
태조 7년(1398년) 3월에는 태조의 어진을 경주에 봉안하는 임무를 맡았다. 태조가 정종에게 양위하자, 11월에 계품사(啓稟使)로서 이를 고하는 임무를 띠고 예조전서(禮曹典書) 김을상(金乙祥)과 함께 파견되었는데, 사신의 행차가 요동의 첨수참(甛水站) 파사포(婆娑鋪)에 이르렀을 때 명에서 홍무제가 붕어하고, 요동도사(遼東都司)로부터 "3년에 한 번 조빙하기로 한 것과는 어긋난다"며 저지당했다. 의주(義州)로 돌아온 설장수는 좌정승(左政丞) 조준(趙浚)에게 "매년 조빙할 것을 청하여 다시 아뢰든지 아니면 진향사(進香使)로 뽑아 보내자."고 보고하여, 다시 정종 1년(1399년) 1월에 진향사(進香使)에 임명되어 김사형(金士衡) · 하륜(河崙)과 함께 명의 서울에 갈 수 있었다. 6월에 명 예부의 자문을 가지고 귀국하여 태평관에서 이를 치하하는 연회를 받았으며, 10월 19일에 병으로 사망하였다. 향년 쉰아홉 살이었다. 시호는 문정(文貞)이었다. 권근은 그를 애도하는 제문을 썼다.
설장수의 아들들이 아버지의 시문 초고 7책을 엮어 《근사재일고》(近思齋逸藁) 13권을 지었으나 홍건적의 난으로 소실되고, 이후 기억나는 것을 기록하여 다시 두 질(秩)로 만들었으나 간행하지는 못했다. 《소학》(小學)을 중국어로 해석한 《직해소학》(直解小學)을 지었으며, 이 공로로 세종 23년(1441년) 그의 아들들이 관직에 등용되었다.

## 결혼과 자손
설장수는 두 번 결혼해 세 아들 설내(偰耐), 설도(偰衜), 설진(偰振)을 두었다. 전처(前妻)의 인물 정보는 알 수 없고, 후처(後妻)는 최함(崔咸)의 손아랫누이다. 설내(偰耐)는 전처가, 나머지 두 아들은 후처가 낳은 것으로 보인다.

## 저서 및 작품
문집으로 《운재집》(芸齋集)이 있었으나, 현재는 전하지 않으며 지금은 《동문선》에 그의 시 9수가 《근사재일고》 발문과 함께 실려 있다.
글씨에 능했는데, 《용재총화》에 따르면 손수 《목은집》(牧隱集)을 베껴 썼는데 필법이 굳세어 규범이 있었다고 한다.

## 참고 자료
- 《고려사》
- 《목은문고》
- 《양촌집》
- 《용재총화》
- 《대관재난고》
- 《연려실기술》
- 《조선왕조실록》: 태조·정종·태종·세종실록

## 전기 자료
- 《고려사》 권112, 〈열전〉25, 설손 부 설장수
- 《정종실록》 권2, 정종 1년(1399년) 10월 19일(을묘) 3번째 기사

## 설장수가 등장한 작품
- 《용의 눈물》 (KBS, 1996년~1998년, 배우:이신재)

## 같이 보기
- 요동 정벌
- 철령위